# AFC-mästerskapet i futsal 2010
AFC-mästerskapet i futsal 2010 var ett mästerskap i futsal för asiatiska herrlandslag som spelades 23–30 maj 2010, i Tasjkent, Uzbekistan. Mästerskapet var den 11:e i ordningen som man har spelat i AFC-mästerskapet i futsal. Uzbekistan var värdland för turneringen och samtliga matcherna spelades i Tasjkent. Lottningen till gruppspelet skedde den 20 mars 2010 i Tasjkent.
Iran vann turneringen, följt av Uzbekistan på en andraplats. Japan vann över Kina i spel om tredjepris.

## Gruppspel

### Grupp A
| Nr | Lag              | S | V | O | F | GM | IM | MS  | P |
| -- | ---------------- | - | - | - | - | -- | -- | --- | - |
| 1  | Uzbekistan       | 3 | 3 | 0 | 0 | 11 | 4  | +7  | 9 |
| 2  | Libanon          | 3 | 2 | 0 | 1 | 11 | 9  | +2  | 6 |
| 3  | Indonesien       | 3 | 1 | 0 | 2 | 10 | 9  | +1  | 3 |
| 4  | Kinesiska Taipei | 3 | 0 | 0 | 3 | 6  | 16 | −10 | 0 |

|       | 23 maj | Uzbekistan                           | 3 – 1   | Libanon    | Uzbekistan Sports Complex, Tasjkent          |                                              |
| 12:30 | 12:30  | Elibaev 7′ Tajibaev 10′ Irsaliev 40′ | Rapport | Takaji 34′ | Publik: 1 200 Domare: Naoki Miyatani (Japan) | Publik: 1 200 Domare: Naoki Miyatani (Japan) |
| 12:30 | 12:30  |                                      |         |            | Publik: 1 200 Domare: Naoki Miyatani (Japan) | Publik: 1 200 Domare: Naoki Miyatani (Japan) |
| 12:30 | 12:30  |                                      |         |            | Publik: 1 200 Domare: Naoki Miyatani (Japan) | Publik: 1 200 Domare: Naoki Miyatani (Japan) |

|       | 23 maj | Kinesiska Taipei  | 1 – 6   | Indonesien                                                              | Uzbekistan Sports Complex, Tasjkent          |                                              |
| 17:30 | 17:30  | Fang Ching-jen 1′ | Rapport | Haidar 3′ Hutabarat 6′ Matulessy 10′ Ladjanibi 19′ Handoyo 25′ Hera 34′ | Publik: 250 Domare: Kim Jang-Kwan (Sydkorea) | Publik: 250 Domare: Kim Jang-Kwan (Sydkorea) |
| 17:30 | 17:30  |                   |         |                                                                         | Publik: 250 Domare: Kim Jang-Kwan (Sydkorea) | Publik: 250 Domare: Kim Jang-Kwan (Sydkorea) |
| 17:30 | 17:30  |                   |         |                                                                         | Publik: 250 Domare: Kim Jang-Kwan (Sydkorea) | Publik: 250 Domare: Kim Jang-Kwan (Sydkorea) |

|       | 24 maj | Libanon                                       | 6 – 4   | Kinesiska Taipei                                 | Uzbekistan Sports Complex, Tasjkent           |                                               |
| 12:30 | 12:30  | Chaito 10′, 10′ Atwi 13′, 30′ Kawsan 21′, 25′ | Rapport | Wang Chih-sheng 11′ Fang Ching-jen 34′, 35′, 38′ | Publik: 150 Domare: Scott Kidson (Australien) | Publik: 150 Domare: Scott Kidson (Australien) |
| 12:30 | 12:30  |                                               |         |                                                  | Publik: 150 Domare: Scott Kidson (Australien) | Publik: 150 Domare: Scott Kidson (Australien) |
| 12:30 | 12:30  |                                               |         |                                                  | Publik: 150 Domare: Scott Kidson (Australien) | Publik: 150 Domare: Scott Kidson (Australien) |

|       | 24 maj | Indonesien             | 2 – 4   | Uzbekistan                                        | Uzbekistan Sports Complex, Tasjkent          |                                              |
| 17:30 | 17:30  | Ohorella 27′ Purba 32′ | Rapport | Irsaliev 12′ Samegov 32′ Elibaev 33′ Sviridov 36′ | Publik: 3 000 Domare: Alireza Sohrabi (Iran) | Publik: 3 000 Domare: Alireza Sohrabi (Iran) |
| 17:30 | 17:30  |                        |         |                                                   | Publik: 3 000 Domare: Alireza Sohrabi (Iran) | Publik: 3 000 Domare: Alireza Sohrabi (Iran) |
| 17:30 | 17:30  |                        |         |                                                   | Publik: 3 000 Domare: Alireza Sohrabi (Iran) | Publik: 3 000 Domare: Alireza Sohrabi (Iran) |

|       | 25 maj | Uzbekistan                               | 4 – 1   | Kinesiska Taipei | Uzbekistan Sports Complex, Tasjkent         |                                             |
| 12:30 | 12:30  | Elibaev 7′ Tajibaev 33′ Yunusov 34′, 40′ | Rapport | Lo Chih-an 21′   | Publik: 3 000 Domare: Vahid Arzpeima (Iran) | Publik: 3 000 Domare: Vahid Arzpeima (Iran) |
| 12:30 | 12:30  |                                          |         |                  | Publik: 3 000 Domare: Vahid Arzpeima (Iran) | Publik: 3 000 Domare: Vahid Arzpeima (Iran) |
| 12:30 | 12:30  |                                          |         |                  | Publik: 3 000 Domare: Vahid Arzpeima (Iran) | Publik: 3 000 Domare: Vahid Arzpeima (Iran) |

|       | 25 maj | Indonesien             | 2 – 4   | Libanon                         | IT University Complex, Tasjkent                     |                                                     |
| 12:30 | 12:30  | Karmadi 14′ Haidar 20′ | Rapport | Takaji 18′, 30′ Kawsan 21′, 22′ | Publik: 250 Domare: Christopher Colley (Australien) | Publik: 250 Domare: Christopher Colley (Australien) |
| 12:30 | 12:30  |                        |         |                                 | Publik: 250 Domare: Christopher Colley (Australien) | Publik: 250 Domare: Christopher Colley (Australien) |
| 12:30 | 12:30  |                        |         |                                 | Publik: 250 Domare: Christopher Colley (Australien) | Publik: 250 Domare: Christopher Colley (Australien) |

### Grupp B
| Nr | Lag          | S | V | O | F | GM | IM | MS  | P |
| -- | ------------ | - | - | - | - | -- | -- | --- | - |
| 1  | Iran         | 3 | 3 | 0 | 0 | 35 | 5  | +30 | 9 |
| 2  | Australien   | 3 | 2 | 0 | 1 | 12 | 15 | −3  | 6 |
| 3  | Tadzjikistan | 3 | 1 | 0 | 2 | 10 | 27 | −17 | 3 |
| 4  | Kuwait       | 3 | 0 | 0 | 3 | 5  | 15 | −10 | 0 |

|       | 23 maj | Iran | 19 – 2  | Tadzjikistan               | Uzbekistan Sports Complex, Tasjkent           |                                               |
| 15:00 | 15:00  | Hassanzadeh 1′, 2′, 4′ Taheri 4′, 12′, 21′, 22′, 23′, 28′, 38′ Zahmatkesh 6′, 8′, 32′ Daneshvar 18′, 22′, 30′, 37′ Raeisi 24′ Tayyebi 37′ | Rapport | Vasiev 26′ Fatkhulloev 33′ | Publik: 150 Domare: Husein Khalaileh (Jordan) | Publik: 150 Domare: Husein Khalaileh (Jordan) |
| 15:00 | 15:00  | |         |                            | Publik: 150 Domare: Husein Khalaileh (Jordan) | Publik: 150 Domare: Husein Khalaileh (Jordan) |
| 15:00 | 15:00  | |         |                            | Publik: 150 Domare: Husein Khalaileh (Jordan) | Publik: 150 Domare: Husein Khalaileh (Jordan) |

|       | 23 maj | Kuwait                      | 2 – 4   | Australien                       | Uzbekistan Sports Complex, Tasjkent         |                                             |
| 20:00 | 20:00  | Al-Mekaimi 19′ Al-Jaser 34′ | Rapport | Rogic 16′, 21′, 40′ Ngaluafe 17′ | Publik: 250 Domare: Mohamad Chami (Libanon) | Publik: 250 Domare: Mohamad Chami (Libanon) |
| 20:00 | 20:00  |                             |         |                                  | Publik: 250 Domare: Mohamad Chami (Libanon) | Publik: 250 Domare: Mohamad Chami (Libanon) |
| 20:00 | 20:00  |                             |         |                                  | Publik: 250 Domare: Mohamad Chami (Libanon) | Publik: 250 Domare: Mohamad Chami (Libanon) |

|       | 24 maj | Tadzjikistan                     | 4 – 3   | Kuwait                             | Uzbekistan Sports Complex, Tasjkent            |                                                |
| 15:00 | 15:00  | Ulmasov 3′, 18′, 38′ Mahmudov 6′ | Rapport | Aman 23′ Mohammad 25′ Al-Jaser 39′ | Publik: 250 Domare: Prasert Krutsri (Thailand) | Publik: 250 Domare: Prasert Krutsri (Thailand) |
| 15:00 | 15:00  |                                  |         |                                    | Publik: 250 Domare: Prasert Krutsri (Thailand) | Publik: 250 Domare: Prasert Krutsri (Thailand) |
| 15:00 | 15:00  |                                  |         |                                    | Publik: 250 Domare: Prasert Krutsri (Thailand) | Publik: 250 Domare: Prasert Krutsri (Thailand) |

|       | 24 maj | Australien                                | 3 – 9   | Iran                                                                                     | Uzbekistan Sports Complex, Tasjkent              |                                                  |
| 20:00 | 20:00  | Fogarty 9′ Giovenali 12′ (str.) Rogic 18′ | Rapport | Zahmatkesh 4′, 29′ Taheri 8′, 32′ Keshavarz 14′ Tayyebi 24′, 40′ Asghari 38′ Rahnama 39′ | Publik: 650 Domare: Vadim Baratov (Turkmenistan) | Publik: 650 Domare: Vadim Baratov (Turkmenistan) |
| 20:00 | 20:00  |                                           |         |                                                                                          | Publik: 650 Domare: Vadim Baratov (Turkmenistan) | Publik: 650 Domare: Vadim Baratov (Turkmenistan) |
| 20:00 | 20:00  |                                           |         |                                                                                          | Publik: 650 Domare: Vadim Baratov (Turkmenistan) | Publik: 650 Domare: Vadim Baratov (Turkmenistan) |

|       | 25 maj | Iran                                                                        | 7 – 0   | Kuwait | Uzbekistan Sports Complex, Tasjkent        |                                            |
| 15:00 | 15:00  | Daneshvar 6′ Hashemzadeh 9′ Tayyebi 22′, 31′ Zahmatkesh 36′ Taheri 39′, 40′ | Rapport |        | Publik: 400 Domare: Naoki Miyatani (Japan) | Publik: 400 Domare: Naoki Miyatani (Japan) |
| 15:00 | 15:00  |                                                                             |         |        | Publik: 400 Domare: Naoki Miyatani (Japan) | Publik: 400 Domare: Naoki Miyatani (Japan) |
| 15:00 | 15:00  |                                                                             |         |        | Publik: 400 Domare: Naoki Miyatani (Japan) | Publik: 400 Domare: Naoki Miyatani (Japan) |

|       | 25 maj | Australien                                   | 5 – 4   | Tadzjikistan                    | IT University Complex, Tasjkent               |                                               |
| 15:00 | 15:00  | Giovenali 14′ Miller 20′, 26′ Rogic 23′, 36′ | Rapport | Mahmudov 5′ Jumaev 8′, 22′, 30′ | Publik: 250 Domare: Rey Ritaga (Filippinerna) | Publik: 250 Domare: Rey Ritaga (Filippinerna) |
| 15:00 | 15:00  |                                              |         |                                 | Publik: 250 Domare: Rey Ritaga (Filippinerna) | Publik: 250 Domare: Rey Ritaga (Filippinerna) |
| 15:00 | 15:00  |                                              |         |                                 | Publik: 250 Domare: Rey Ritaga (Filippinerna) | Publik: 250 Domare: Rey Ritaga (Filippinerna) |

### Grupp C
| Nr | Lag         | S | V | O | F | GM | IM | MS  | P |
| -- | ----------- | - | - | - | - | -- | -- | --- | - |
| 1  | Thailand    | 3 | 3 | 0 | 0 | 19 | 7  | +12 | 9 |
| 2  | Kirgizistan | 3 | 1 | 1 | 1 | 10 | 10 | 0   | 4 |
| 3  | Vietnam     | 3 | 1 | 0 | 2 | 11 | 12 | −1  | 3 |
| 4  | Sydkorea    | 3 | 0 | 1 | 2 | 10 | 21 | −11 | 1 |

|       | 23 maj | Thailand                                                             | 4 – 2   | Kirgizistan                 | IT University Complex, Tasjkent                 |                                                 |
| 12:30 | 12:30  | Chalarmkhet 18′ Suratsawang 21′ Thueanklang 32′ Tabaldiev 38′ (sjm.) | Rapport | Mendibaev 3′ Kondratkov 14′ | Publik: 500 Domare: Ryan Shepheard (Australien) | Publik: 500 Domare: Ryan Shepheard (Australien) |
| 12:30 | 12:30  |                                                                      |         |                             | Publik: 500 Domare: Ryan Shepheard (Australien) | Publik: 500 Domare: Ryan Shepheard (Australien) |
| 12:30 | 12:30  |                                                                      |         |                             | Publik: 500 Domare: Ryan Shepheard (Australien) | Publik: 500 Domare: Ryan Shepheard (Australien) |

|       | 23 maj | Vietnam                                                                                          | 7 – 3   | Sydkorea                                 | IT University Complex, Tasjkent                     |                                                     |
| 17:30 | 17:30  | Nguyen Trong Thien 4′, 10′, 23′ Nguyen Hong Giang 32′ Tran Hoang Vinh 37′ Hyunh Ba Tuan 38′, 40′ | Rapport | Kim Jeong-Nam 3′, 33′ Shin Jong-Hoon 31′ | Publik: 500 Domare: Christopher Colley (Australien) | Publik: 500 Domare: Christopher Colley (Australien) |
| 17:30 | 17:30  |                                                                                                  |         |                                          | Publik: 500 Domare: Christopher Colley (Australien) | Publik: 500 Domare: Christopher Colley (Australien) |
| 17:30 | 17:30  |                                                                                                  |         |                                          | Publik: 500 Domare: Christopher Colley (Australien) | Publik: 500 Domare: Christopher Colley (Australien) |

|       | 24 maj | Kirgizistan                                    | 4 – 2   | Vietnam                  | IT University Complex, Tasjkent            |                                            |
| 12:30 | 12:30  | Kadyrov 15′, 39′ Abdurazakov 19′ Djetybaev 24′ | Rapport | Tran Hoang Vinh 27′, 34′ | Publik: 500 Domare: Kazuya Isokawa (Japan) | Publik: 500 Domare: Kazuya Isokawa (Japan) |
| 12:30 | 12:30  |                                                |         |                          | Publik: 500 Domare: Kazuya Isokawa (Japan) | Publik: 500 Domare: Kazuya Isokawa (Japan) |
| 12:30 | 12:30  |                                                |         |                          | Publik: 500 Domare: Kazuya Isokawa (Japan) | Publik: 500 Domare: Kazuya Isokawa (Japan) |

|       | 24 maj | Sydkorea                                  | 3 – 10  | Thailand                                                                                                | IT University Complex, Tasjkent               |                                               |
| 17:30 | 17:30  | Jeong Eui-Hyun 24′ Kim Jeong-Nam 30′, 37′ | Rapport | Issarasuwipakorn 1′, 1′ Thueanklang 4′, 25′ Thusiri 6′ Wongkaeo 12′ Janta 16′ Chalarmkhet 30′, 37′, 39′ | Publik: 400 Domare: Rey Ritaga (Filippinerna) | Publik: 400 Domare: Rey Ritaga (Filippinerna) |
| 17:30 | 17:30  |                                           |         | | Publik: 400 Domare: Rey Ritaga (Filippinerna) | Publik: 400 Domare: Rey Ritaga (Filippinerna) |
| 17:30 | 17:30  |                                           |         | | Publik: 400 Domare: Rey Ritaga (Filippinerna) | Publik: 400 Domare: Rey Ritaga (Filippinerna) |

|       | 25 maj | Thailand                                                                         | 5 – 2   | Vietnam                                 | Uzbekistan Sports Complex, Tasjkent              |                                                  |
| 17:30 | 17:30  | Thueanklang 3′, 11′ Thusiri 15′ Truong Quoc Tuan 29′ (sjm.) Issarasuwipakorn 33′ | Rapport | Nguyen Quoc Bao 9′ Truong Quoc Tuan 35′ | Publik: 200 Domare: Vadim Baratov (Turkmenistan) | Publik: 200 Domare: Vadim Baratov (Turkmenistan) |
| 17:30 | 17:30  |                                                                                  |         |                                         | Publik: 200 Domare: Vadim Baratov (Turkmenistan) | Publik: 200 Domare: Vadim Baratov (Turkmenistan) |
| 17:30 | 17:30  |                                                                                  |         |                                         | Publik: 200 Domare: Vadim Baratov (Turkmenistan) | Publik: 200 Domare: Vadim Baratov (Turkmenistan) |

|       | 25 maj | Sydkorea                                      | 4 – 4   | Kirgizistan                                   | IT University Complex, Tasjkent                      |                                                      |
| 17:30 | 17:30  | Jeong Eui-Hyun 3′, 33′, 40′ Seok Dae-Sung 29′ | Rapport | Kadyrov 1′ Abdurazakov 12′ Mendibaev 30′, 39′ | Publik: 150 Domare: Abdulrahman Abdulqader (Bahrain) | Publik: 150 Domare: Abdulrahman Abdulqader (Bahrain) |
| 17:30 | 17:30  |                                               |         |                                               | Publik: 150 Domare: Abdulrahman Abdulqader (Bahrain) | Publik: 150 Domare: Abdulrahman Abdulqader (Bahrain) |
| 17:30 | 17:30  |                                               |         |                                               | Publik: 150 Domare: Abdulrahman Abdulqader (Bahrain) | Publik: 150 Domare: Abdulrahman Abdulqader (Bahrain) |

### Grupp D
| Nr | Lag          | S | V | O | F | GM | IM | MS  | P |
| -- | ------------ | - | - | - | - | -- | -- | --- | - |
| 1  | Japan        | 3 | 3 | 0 | 0 | 16 | 2  | +14 | 9 |
| 2  | Kina         | 3 | 2 | 0 | 1 | 14 | 13 | +1  | 6 |
| 3  | Irak         | 3 | 1 | 0 | 2 | 12 | 20 | −8  | 3 |
| 4  | Turkmenistan | 3 | 0 | 0 | 3 | 5  | 12 | −7  | 0 |

|       | 23 maj | Japan                                                    | 5 – 1   | Kina             | IT University Complex, Tasjkent                 |                                                 |
| 15:00 | 15:00  | Kamisawa 5′, 35′ Murakami 18′ Takahashi 20′ Komiyama 27′ | Rapport | Liang Shuang 40′ | Publik: 500 Domare: Nurdin Bukuev (Kirgizistan) | Publik: 500 Domare: Nurdin Bukuev (Kirgizistan) |
| 15:00 | 15:00  |                                                          |         |                  | Publik: 500 Domare: Nurdin Bukuev (Kirgizistan) | Publik: 500 Domare: Nurdin Bukuev (Kirgizistan) |
| 15:00 | 15:00  |                                                          |         |                  | Publik: 500 Domare: Nurdin Bukuev (Kirgizistan) | Publik: 500 Domare: Nurdin Bukuev (Kirgizistan) |

|       | 23 maj | Turkmenistan                                     | 3 – 5   | Irak                                       | IT University Complex, Tasjkent           |                                           |
| 20:00 | 20:00  | Muhamedmuradov 5′ Muhammedov 33′ Esenmamedov 35′ | Rapport | Mohsin 4′, 35′ Bachay 28′, 38′ Abd Ali 40′ | Publik: 350 Domare: Vahid Arzpeima (Iran) | Publik: 350 Domare: Vahid Arzpeima (Iran) |
| 20:00 | 20:00  |                                                  |         |                                            | Publik: 350 Domare: Vahid Arzpeima (Iran) | Publik: 350 Domare: Vahid Arzpeima (Iran) |
| 20:00 | 20:00  |                                                  |         |                                            | Publik: 350 Domare: Vahid Arzpeima (Iran) | Publik: 350 Domare: Vahid Arzpeima (Iran) |

|       | 24 maj | Kina                                                                      | 6 – 2   | Turkmenistan           | IT University Complex, Tasjkent                      |                                                      |
| 15:00 | 15:00  | Zhang Xi 2′ Zheng Tao 3′ Zhang Xiao 4′ Huang He 15′, 38′ Liang Shuang 25′ | Rapport | Chariyev 3′ Atayev 15′ | Publik: 250 Domare: Abdulrahman Abdulqader (Bahrain) | Publik: 250 Domare: Abdulrahman Abdulqader (Bahrain) |
| 15:00 | 15:00  |                                                                           |         |                        | Publik: 250 Domare: Abdulrahman Abdulqader (Bahrain) | Publik: 250 Domare: Abdulrahman Abdulqader (Bahrain) |
| 15:00 | 15:00  |                                                                           |         |                        | Publik: 250 Domare: Abdulrahman Abdulqader (Bahrain) | Publik: 250 Domare: Abdulrahman Abdulqader (Bahrain) |

|       | 24 maj | Irak      | 1 – 10  | Japan                                                                                            | IT University Complex, Tasjkent                 |                                                 |
| 20:00 | 20:00  | Majid 10′ | Rapport | Kamisawa 2′, 3′ Kogure 11′ Osodo 21′, 36′ Takahashi 23′, 31′ Hoshi 26′ Yoshida 27′ Matsumiya 36′ | Publik: 150 Domare: Mohammad Al-Haddad (Kuwait) | Publik: 150 Domare: Mohammad Al-Haddad (Kuwait) |
| 20:00 | 20:00  |           |         |                                                                                                  | Publik: 150 Domare: Mohammad Al-Haddad (Kuwait) | Publik: 150 Domare: Mohammad Al-Haddad (Kuwait) |
| 20:00 | 20:00  |           |         |                                                                                                  | Publik: 150 Domare: Mohammad Al-Haddad (Kuwait) | Publik: 150 Domare: Mohammad Al-Haddad (Kuwait) |

|       | 25 maj | Japan        | 1 – 0   | Turkmenistan | Uzbekistan Sports Complex, Tasjkent           |                                               |
| 20:00 | 20:00  | Kamisawa 11′ | Rapport |              | Publik: 400 Domare: Scott Kidson (Australien) | Publik: 400 Domare: Scott Kidson (Australien) |
| 20:00 | 20:00  |              |         |              | Publik: 400 Domare: Scott Kidson (Australien) | Publik: 400 Domare: Scott Kidson (Australien) |
| 20:00 | 20:00  |              |         |              | Publik: 400 Domare: Scott Kidson (Australien) | Publik: 400 Domare: Scott Kidson (Australien) |

|       | 25 maj | Irak                                                | 6 – 7   | Kina                                                                    | IT University Complex, Tasjkent                 |                                                 |
| 20:00 | 20:00  | Mohsin 23′, 34′, 39′ Bachay 32′ Hanna 37′ Ghazi 38′ | Rapport | Zhang Xi 3′, 22′, 29′ Zhang Jiong 10′ Li Xin 24′ Hu Jie 32′ (str.), 33′ | Publik: 250 Domare: Nurdin Bukuev (Kirgizistan) | Publik: 250 Domare: Nurdin Bukuev (Kirgizistan) |
| 20:00 | 20:00  |                                                     |         |                                                                         | Publik: 250 Domare: Nurdin Bukuev (Kirgizistan) | Publik: 250 Domare: Nurdin Bukuev (Kirgizistan) |
| 20:00 | 20:00  |                                                     |         |                                                                         | Publik: 250 Domare: Nurdin Bukuev (Kirgizistan) | Publik: 250 Domare: Nurdin Bukuev (Kirgizistan) |

## Utslagsspel
|  | Kvartsfinaler | Kvartsfinaler |            |       | Semifinaler | Semifinaler |  |  | Final | Final |
|  |               |               |            |       |             |             |  |  |       |       |
|  |               |               |            |       |             |             |  |  |       |       |
|  |               |               |            |       |             |             |  |  |       |       |
|  | Uzbekistan    | 5             |            |       |             |             |  |  |       |       |
|  | Uzbekistan    | 5             |            |       |             |             |  |  |       |       |
|  | Australien    | 3             |            |       |             |             |  |  |       |       |
|  | Australien    | 3             | Uzbekistan | 4     |             |             |  |  |       |       |
|  |               |               | Uzbekistan | 4     |             |             |  |  |       |       |
|  |               | Kina          | 3          |       |             |             |  |  |       |       |
|  | Thailand      | Kina          | 3          | 2     |             |             |  |  |       |       |
|  | Thailand      |               |            | 2     |             |             |  |  |       |       |
|  | Kina          | 9             |            |       |             |             |  |  |       |       |
|  | Kina          | 9             | Uzbekistan | 3     |             |             |  |  |       |       |
|  |               |               | Uzbekistan | 3     |             |             |  |  |       |       |
|  |               | Iran          | 8          |       |             |             |  |  |       |       |
|  | Iran          | Iran          | 8          | 7     |             |             |  |  |       |       |
|  | Iran          |               |            | 7     |             |             |  |  |       |       |
|  | Libanon       | 1             |            |       |             |             |  |  |       |       |
|  | Libanon       | 1             | Iran       | 7     | Bronsmatch  | Bronsmatch  |  |  |       |       |
|  |               |               | Iran       | 7     | Bronsmatch  | Bronsmatch  |  |  |       |       |
|  |               | Japan         | 0          |       |             |             |  |  |       |       |
|  | Japan         | Japan         | 0          | 4     | Kina        | 1           |  |  |       |       |
|  | Japan         |               |            | 4     | Kina        | 1           |  |  |       |       |
|  | Kirgizistan   | 0             |            | Japan | 6           |             |  |  |       |       |
|  | Kirgizistan   | 0             |            |       | 6           |             |  |  |       |       |
|  |               |               |            |       |             |             |  |  |       |       |
|  |               |               |            |       |             |             |  |  |       |       |

### Kvartsfinaler
|       | 27 maj | Thailand                 | 2 – 9   | Kina                                                                                  | Uzbekistan Sports Complex, Tasjkent        |                                            |
| 11:00 | 11:00  | Thueanklang 8′ Janta 28′ | Rapport | Zhang Xi 2′, 9′, 31′ Wang Wei 9′, 33′ Zhang Xiao 17′ Liang Shuang 30′, 39′ Li Xin 31′ | Publik: 300 Domare: Alireza Sohrabi (Iran) | Publik: 300 Domare: Alireza Sohrabi (Iran) |
| 11:00 | 11:00  |                          |         |                                                                                       | Publik: 300 Domare: Alireza Sohrabi (Iran) | Publik: 300 Domare: Alireza Sohrabi (Iran) |
| 11:00 | 11:00  |                          |         |                                                                                       | Publik: 300 Domare: Alireza Sohrabi (Iran) | Publik: 300 Domare: Alireza Sohrabi (Iran) |

|       | 27 maj | Japan                                            | 4 – 0   | Kirgizistan | Uzbekistan Sports Complex, Tasjkent          |                                              |
| 14:00 | 14:00  | Komiyama 8′ Matsumiya 16′ Murakami 33′ Hoshi 40′ | Rapport |             | Publik: 400 Domare: Kim Jang-Kwan (Sydkorea) | Publik: 400 Domare: Kim Jang-Kwan (Sydkorea) |
| 14:00 | 14:00  |                                                  |         |             | Publik: 400 Domare: Kim Jang-Kwan (Sydkorea) | Publik: 400 Domare: Kim Jang-Kwan (Sydkorea) |
| 14:00 | 14:00  |                                                  |         |             | Publik: 400 Domare: Kim Jang-Kwan (Sydkorea) | Publik: 400 Domare: Kim Jang-Kwan (Sydkorea) |

|       | 27 maj | Uzbekistan                                                | 5 – 3   | Australien                        | Uzbekistan Sports Complex, Tasjkent          |                                              |
| 17:30 | 17:30  | Yunusov 18′, 33′ Fayzullaev 26′ Irsaliev 27′ Sviridov 36′ | Rapport | Seeto 20′ Adeli 24′ Giovenali 35′ | Publik: 3 000 Domare: Kazuya Isokawa (Japan) | Publik: 3 000 Domare: Kazuya Isokawa (Japan) |
| 17:30 | 17:30  |                                                           |         |                                   | Publik: 3 000 Domare: Kazuya Isokawa (Japan) | Publik: 3 000 Domare: Kazuya Isokawa (Japan) |
| 17:30 | 17:30  |                                                           |         |                                   | Publik: 3 000 Domare: Kazuya Isokawa (Japan) | Publik: 3 000 Domare: Kazuya Isokawa (Japan) |

|       | 27 maj | Iran                                                                                 | 7 – 1   | Libanon    | Uzbekistan Sports Complex, Tasjkent           |                                               |
| 20:00 | 20:00  | Keshavarz 7′ Hashemzadeh 9′ Daneshvar 13′, 24′ Tayyebi 14′ Zahmatkesh 27′ Taheri 34′ | Rapport | Chaito 11′ | Publik: 550 Domare: Scott Kidson (Australien) | Publik: 550 Domare: Scott Kidson (Australien) |
| 20:00 | 20:00  |                                                                                      |         |            | Publik: 550 Domare: Scott Kidson (Australien) | Publik: 550 Domare: Scott Kidson (Australien) |
| 20:00 | 20:00  |                                                                                      |         |            | Publik: 550 Domare: Scott Kidson (Australien) | Publik: 550 Domare: Scott Kidson (Australien) |

### Semifinaler
|       | 28 maj | Uzbekistan                              | 4 – 3   | Kina               | Uzbekistan Sports Complex, Tasjkent               |                                                   |
| 16:30 | 16:30  | Yunusov 2′ Samegov 19′, 33′ Elibaev 24′ | Rapport | Li Xin 4′, 8′, 19′ | Publik: 2 500 Domare: Mohammad Al-Haddad (Kuwait) | Publik: 2 500 Domare: Mohammad Al-Haddad (Kuwait) |
| 16:30 | 16:30  |                                         |         |                    | Publik: 2 500 Domare: Mohammad Al-Haddad (Kuwait) | Publik: 2 500 Domare: Mohammad Al-Haddad (Kuwait) |
| 16:30 | 16:30  |                                         |         |                    | Publik: 2 500 Domare: Mohammad Al-Haddad (Kuwait) | Publik: 2 500 Domare: Mohammad Al-Haddad (Kuwait) |

|       | 28 maj | Iran                                                              | 7 – 0   | Japan | Uzbekistan Sports Complex, Tasjkent               |                                                   |
| 19:30 | 19:30  | Daneshvar 1′, 12′ Tayyebi 21′ Asghari 24′, 27′, 31′ Keshavarz 35′ | Rapport |       | Publik: 1 500 Domare: Ryan Shepheard (Australien) | Publik: 1 500 Domare: Ryan Shepheard (Australien) |
| 19:30 | 19:30  |                                                                   |         |       | Publik: 1 500 Domare: Ryan Shepheard (Australien) | Publik: 1 500 Domare: Ryan Shepheard (Australien) |
| 19:30 | 19:30  |                                                                   |         |       | Publik: 1 500 Domare: Ryan Shepheard (Australien) | Publik: 1 500 Domare: Ryan Shepheard (Australien) |

### Match om tredjepris
|       | 30 maj | Kina       | 1 – 6   | Japan                                                             | Uzbekistan Sports Complex, Tasjkent                   |                                                       |
| 15:00 | 15:00  | Hu Jie 21′ | Rapport | Takahashi 4′, 15′ Murakami 16′ Osodo 24′ Matsumiya 27′ Takita 40′ | Publik: 1 500 Domare: Christopher Colley (Australien) | Publik: 1 500 Domare: Christopher Colley (Australien) |
| 15:00 | 15:00  |            |         |                                                                   | Publik: 1 500 Domare: Christopher Colley (Australien) | Publik: 1 500 Domare: Christopher Colley (Australien) |
| 15:00 | 15:00  |            |         |                                                                   | Publik: 1 500 Domare: Christopher Colley (Australien) | Publik: 1 500 Domare: Christopher Colley (Australien) |

### Final
|       | 30 maj | Uzbekistan                  | 3 – 8   | Iran                                                                          | Uzbekistan Sports Complex, Tasjkent          |                                              |
| 18:00 | 18:00  | Irsaliev 2′ Elibaev 5′, 22′ | Rapport | Asghari 5′ Raeisi 12′, 24′ Taheri 19′ Daneshvar 22′, 31′ Hassanzadeh 25′, 27′ | Publik: 3 500 Domare: Kazuya Isokawa (Japan) | Publik: 3 500 Domare: Kazuya Isokawa (Japan) |
| 18:00 | 18:00  |                             |         |                                                                               | Publik: 3 500 Domare: Kazuya Isokawa (Japan) | Publik: 3 500 Domare: Kazuya Isokawa (Japan) |
| 18:00 | 18:00  |                             |         |                                                                               | Publik: 3 500 Domare: Kazuya Isokawa (Japan) | Publik: 3 500 Domare: Kazuya Isokawa (Japan) |

## Priser
| Bäste spelare Mohammad Taheri | Främste målskytt Mohammad Taheri (13 mål) | Fair-Play Iran |